# Asclepias longirostra
Asclepias longirostra är en oleanderväxtart som beskrevs av Goyder. Asclepias longirostra ingår i släktet sidenörter, och familjen oleanderväxter. Inga underarter finns listade i Catalogue of Life.